# Chauliognathus cinguliventris
Chauliognathus cinguliventris là một loài bọ cánh cứng trong họ Cantharidae. Loài này được Erichson miêu tả khoa học năm 1847.